# Pierre Masse
Pour les articles homonymes, voir Pierre Massé (homonymie) et Masse (homonymie).
Pierre Masse, né le 13 décembre 1879 à Ribérac (Dordogne), est un avocat français, sénateur et secrétaire d'État, déporté par le convoi no 39 du 30 septembre 1942, vers le camp d'extermination d'Auschwitz où il meurt, sans doute en octobre 1942.

## Biographie
Fils de Charles Édouard Masse (1850-1920), originaire de Strasbourg, et de Sarah Lucie Simon (1855-1942), née à Montpellier, Pierre Masse est docteur en droit, puis premier secrétaire de la Conférence des avocats en 1906. 
Il est élu député de l'Hérault en 1914. Quelques mois plus tard, il part pour le front où sa conduite valeureuse est récompensée par la croix de guerre et la Légion d'honneur. 
En 1917, Paul Painlevé l'appelle dans son nouveau gouvernement. Il est sous-secrétaire d'État à la Guerre chargé de la justice militaire du 12 septembre 1917 au 15 novembre 1917 dans le premier gouvernement Paul Painlevé.
En 1919, il abandonne la vie parlementaire pour se consacrer à sa carrière professionnelle. Devenu l'un des plus grands civilistes de sa génération et un éminent avocat d'assises, il siège au conseil de l'Ordre de 1928 à 1934.

L'année 1939 voit son retour en politique : il est élu sénateur de l'Hérault et adhère au groupe de la gauche démocratique. Le 10 juillet 1940 à Vichy, il tente vainement, avec Jean Boivin-Champeaux, d'obtenir de Pierre Laval l'inscription dans la nouvelle Constitution de la garantie des libertés individuelles et vote finalement en faveur des pouvoirs constituants pour le maréchal Pétain. Il avait pourtant reçu de la part de Pierre Laval, la réponse suivante:
« […] si vous entendez par libertés individuelles, le droit pour tous les métèques, les étrangers […], je préciserai, par exemple, que personne ne pourra être député s’il n’est pas français depuis plusieurs générations. C’est notre manière à nous, je vous ai bien compris n’est-ce pas, de faire de la politique raciale. »
En octobre 1940, lors de la parution de la loi chassant de l'Armée les officiers d'origine israélite, Pierre Masse envoie au maréchal Pétain une lettre de protestation lui demandant s'il doit aller enlever leurs galons à son frère (officier, tué à Douaumont en 1916), à son gendre et son neveu (officiers, tués en mai 1940), s'il peut laisser la médaille militaire à son frère (mort à Neuville-Saint-Vaast), si son fils (officier, blessé en juin 1940) peut garder son galon et si « on ne retirera pas rétrospectivement la médaille de Sainte-Hélène à son arrière-grand-père ». Peu de temps après, il accepte d'être l'avocat de l'auteur dramatique Henri Bernstein, grossièrement diffamé pour ses origines juives par Alain Laubreaux, critique de théatre du journal Je suis partout, dans un article de novembre 1938,,. Sa brillante plaidoirie lui fait une publicité redoutable. Condamné pour diffamation en février 1940 par défaut, Laubreaux fit opposition au jugement et devait être à nouveau jugé en juin 1940 mais ni Bernstein, réfugié à New York, ni Laubreaux, emprisonné, ne vinrent à l'audience. Il est jugé une nouvelle fois, en février 1941, et se défend sans avocat. Il est acquitté.
En février 1941, Pierre Masse reçoit une circulaire adressée à tous les parlementaires leur demandant de préciser s'ils sont d'ascendance juive. Dans une seconde lettre adressée au maréchal Pétain, il exprime avec vigueur son refus d'être traité en « Français de la deuxième catégorie ».

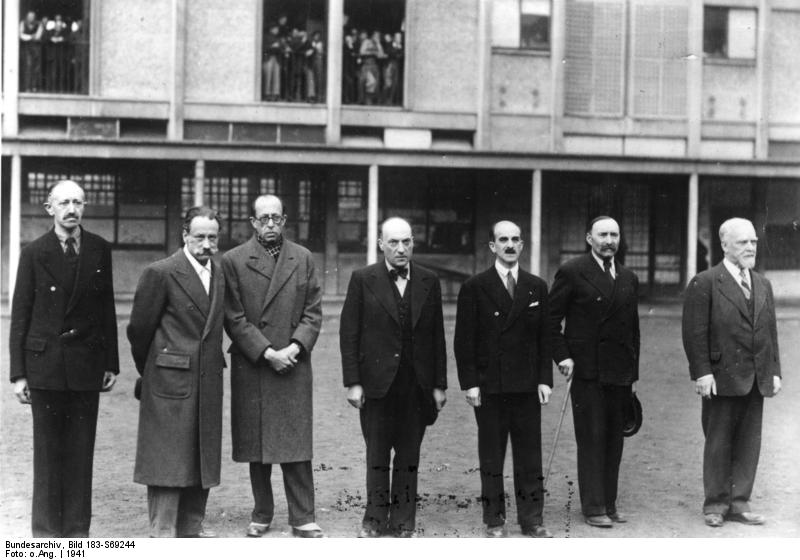
Pierre Masse à Drancy (à dr.).

Il est arrêté à son domicile par la police française, sur ordre des Allemands, le 21 août 1941 en compagnie d'autres confrères, tous juifs et parmi les plus célèbres du barreau de Paris, Jean Weill, Théodore Valensi, Maurice Azoulay, Albert Ulmo, Gaston Crémieux et Edmond Bloch. Il est ensuite séquestré au camp de Drancy, puis à Compiègne. Un quotidien collaborationniste, Paris-Soir, publie un reportage antisémite consacré à Masse et ses collègues sous le titre « Je les ai vus, ces juifs millionnaires, ex-célébrités du barreau parisien internés dans un camp proche de notre capitale ».
Dans l'un et l'autre camp, sa préoccupation première est d'aider ses camarades de captivité, consolant les uns, partageant avec les autres les quelques colis qui lui parviennent. Il collabore pour cela avec Annette Monod, une assistante sociale relevant de la Croix-Rouge qui a organisé un service social dans le camp et parvient à entrer et sortir du camp avec des messages ou des colis. Pour essayer de le soustraire à cette antichambre de la déportation, des amis ingénieux imaginent de toutes pièces un prétendu abus de blanc-seing dont se serait rendu coupable Pierre Masse. Leur but, gagner du temps en suscitant une enquête approfondie, est partiellement atteint : il est ramené à la prison de la Santé et incarcéré comme détenu administratif. Mais le non-lieu prononcé par le procureur de l'État Maurice Gabolde le renvoie à Drancy, puis à Compiègne. Le maréchal Pétain adresse, tardivement, une demande de libération aux autorités d'occupation. Celles-ci donnent une fin de non recevoir en s'étonnant que le cabinet civil du maréchal s'inquiète du sort d'un « Juif particulièrement dangereux… ». Le 30 septembre 1942, il est déporté à Auschwitz, par le convoi no 39, où il meurt, probablement au cours du mois d'octobre.
Marié avec Marie Arrault, le couple a trois enfants : Jacques (1910-2002), Marie-Thérèse et Philippe.

## Hommages
- Citation à l'ordre de la Nation (8 juillet 1948).
- Son souvenir est inscrit sur le mur des Noms du mémorial de la Shoah[12].
- Une avenue porte son nom à Paris, dans le 14e arrondissement.
- Une "rue Pierre Masse" à Montpellier (quartier Malbosc)
- Un timbre postal, faisant partie de la quatrième série des héros de la Résistance lui a été consacré, le 28 mars 1960[14].
- Une salle d'audience porte son nom au Palais de justice de Paris, sur l'Île de la Cité, au premier étage, hébergeant le contentieux de la Cour d'appel de Paris. Il y a également son portrait dans une galerie du palais.
- Le salon des Oiseaux de l'hôtel de Bourvallais, siège historique du ministère de la Justice situé place Vendôme, a été renommé salon Pierre Masse.